# Chruścina jagodna
Chruścina jagodna,  chróścina jagodna, poziomkowiec, poziomkowe drzewo, drzewo truskawkowe (Arbutus unedo L.) – gatunek rośliny wieloletniej z rodziny wrzosowatych (Ericaceae). Rośnie w regionie śródziemnomorskim, w zachodniej Europie i Azji.

## Morfologia

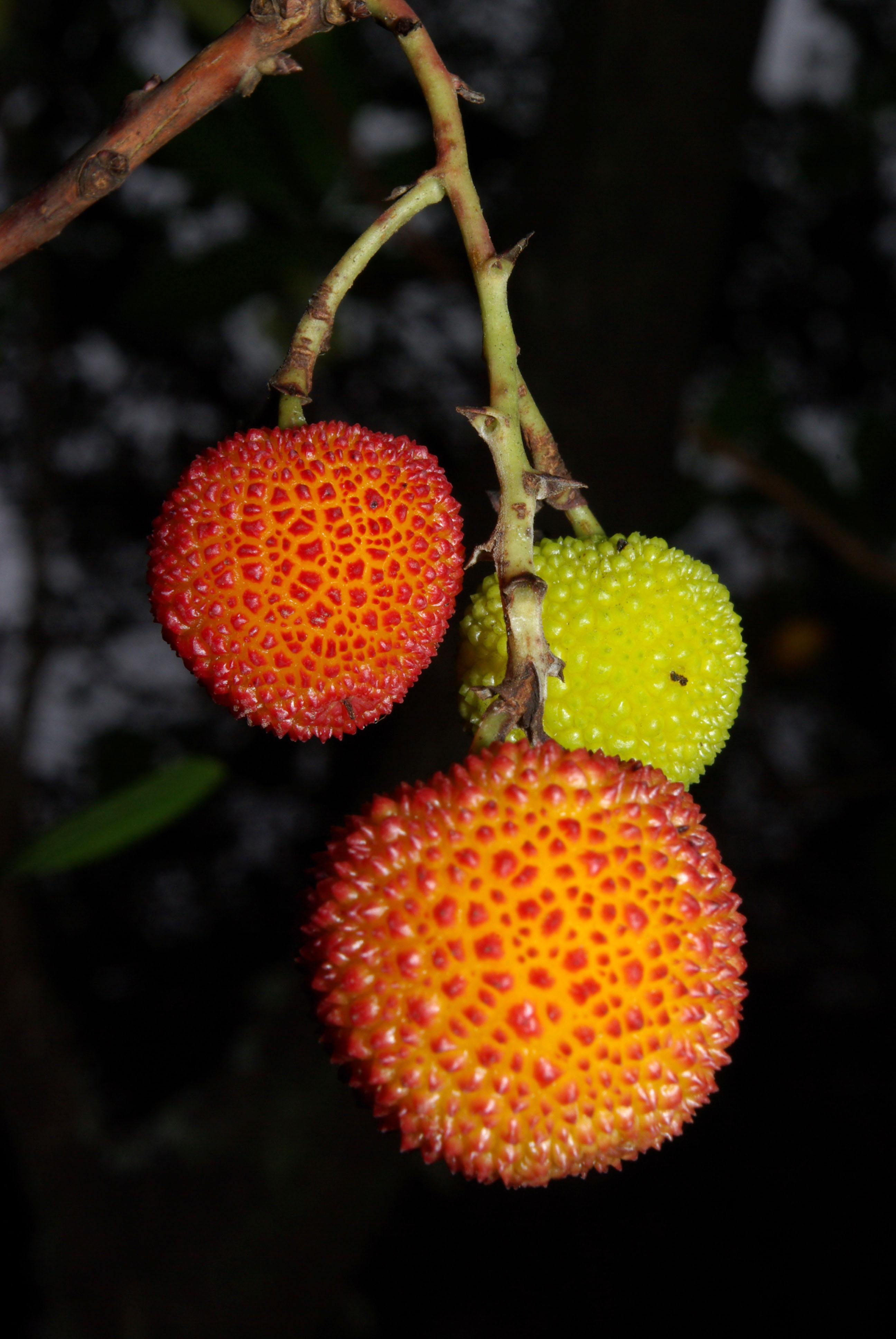
Owoce

PokrójWiecznie zielony krzew lub niewielkie drzewo o wysokości do 10–12 m.
LiścieZimozielone, nagie, skrętoległe, gęsto stojące, błyszczące, szerokolancetowate o długości do 10 cm i piłkowanych brzegach.
KwiatyZebrane po 40–50 w wiechy. Mają 5-działkowy kielich, zielonobiałą zrosłopłatkową i dzbankowatą koronę owłosioną od środka, 1 słupek i 10 pręcików.
OwoceMączysto-mięsiste jagody o średnicy do 2 cm. Z zewnątrz mają pomarańczowoczerwony kolor (miąższ jest żółtawy) i są jadalne, choć mdłe. Wyglądem przypominają poziomki i stąd pochodzi jedna z nazw gatunkowych rośliny.

## Zastosowanie
- Roślina jadalna: Owoce są jadalne na surowo, wykonuje się też z nich przetwory, czasami wytwarza się z nich wina lub likiery[8][9].
- Roślina ozdobna: Uprawiana jest na południu Europy[potrzebny przypis].
- Roślina lecznicza: Surowcami zielarskimi są kora i kwiaty[potrzebny przypis].

## Obecność w kulturze i sztuce
Drzewo poziomkowe występuje w herbie Madrytu. Obraz Hieronima Boscha, tryptyk Ogród rozkoszy ziemskich, w spisie dóbr hiszpańskiej korony zarejestrowano jako Obraz z owocami drzewka truskawkowego.

Drzewo poziomkowe w herbie Madrytu